# Евагрије Схоластик
Евагрије Схоластик (рођ. око 535. — умро после 594. године) био је источноримски (византијски) великодостојник и историчар цркве. Саставио је на грчком Историју цркве у шест књига у којој је описао период од Трећег васељенског сабора у Ефесу 431. до дванаесте године владавине цара Маврикија 593/4. године.

## Биографија
Евагријева биографија позната нам је захваљујући аутобиографским белешкама које је оставио у својој Историји цркве. По сопственим речима имао је 58 година у време када је састављао део о Јустинијановој куги и у то време прошло је већ 52 године откако се та епидемија појавила у Антиохији 542. године. Самим тим знамо да је Евагрије рођен 535/6. и да је 593. имао 58 година.
Рођен је у сиријском градићу Епифанији који се налазио у долини реке Оронт. Родитељи су му били имућни што закључујемо по томе што му је било омогућено да се школује од малих ногу. Када је 540. персијски краљ Хозроје I Ануширван опустошио византијску Сирију, Евагријева породица се склонила у утврђену Апамеју. У време епидемија бубонске куге 542. године, Евагрије се разболео али је био међу срећницима који су преживели. Током четрдесетих година 6. века овладао је основама писмености и аретметике а затим и старогрчке књижевности. Око 550. се вероватно преселио у Антиохију како би изучавао реторику, а крајем те деценије у престони Константинопољ где је после четири године правних студија стекао назив правника односно схоластика.
После школовања у Цариграду, Евагрије се вратио у Антиохију и постао правни саветник антиохијског патријарха Григорија (570-592). Са патријархом је путовао у Цариград 588. и помогао му да се одбрани од оптужби за инцест. По повратку у Антиохију, Евагрије је доживео тешку личну трагедију пошто му је куга однела супругу, а затим и ћерку, унука и бројну родбину. Тек пошто је посетио и примио савет од локалног светитеља Симеона Столпника Млађег, Евагрије се поново оженио. Свадбене свечаности омео је земљотрес који је 29. октобра 588. погодио сиријску метрополу.
Евагрије је већ био добро повезан са високим круговима у царству. Био је добар пријатељ са Маврикијевим зетом Филипиком и цар Тиберије II Константин (578-582) му је даровао у ово време почасну титулу квестора. Доцније, Маврикије (582-602) га је произвео у префекта а Евагрије се цару одужио књижевним делом у част рођења царевог првог сина Теодосија 584. године. Познато је да је за патријарха Григорија Евагрије писао говоре, посланице, декрете, расправе и разна друга дела. Писао их је и за царски двор, али ни једно од тих дела није сачувано.

## Историја цркве
Конкретни Евагријеви мотиви и прилике у којима је писао Историју цркве нису нам познати. Могуће је да се у писање историје упустио како би подвукао чињеницу да је његов патрон патријарх Григорије био достојан патријашијског трона.

### Верска питања и секуларни догађаји
Две главне теме Евагријеве историје су биле Несторијево учење и његове последице и Божија промисао и њен утицај на земаљско царство.
Евагрије је живео у време када су Јустинијан и његов сестрић Јустин II покушавали да пронађу теолошко решење које би измирило православне присталице Халкедонског сабора и разнородне монофизитске покрете. Као и патријарх Григорије и Евагрије је био присталица помирења и неретко је подсећао на ситне теолошке разлике и људску задртост у којој је видео један од овоземаљских корена подела. Због свог помирљивог става, историчар је уравнотежено покушавао да прикаже васељенске саборе. Са друге стране, Евагрије је упадљиво ћутљив о догађајима којима је био савременик. Могућа су два тумачења оваквог Евагријевог става. Прво је да је покушао да избегне директно учешће у превирањима у Антиохији у то време, а друго да је то учинио из стилских разлога, а потпуно у складу са својим претходницома попут Евсевија Цезаријског или Сократа Схоластика. Нејединство унутар цркве било је тешко бреме за Евагрија, али је, као житељ древне Антиохије, већу опасност видео и у још увек живим паганским веровањима и ритуалима.
Као и остали историчари цркве и Евагрије се бавио секуларним догађајима. Пре свега, интересовао се за личности царева чији су подвизи демонстрирали богоугодност њихових владавина. Божанско провиђење је повремено помагало да се прилике у царству, попут непогода или војних пораза, смире. Изнад свих, Евагрије као примерног владара истиче Маврикија, а као некомпетентне, тврдоглаве и напрасите Зенона и Јустина II. Поред добрих владара, Бог би, по Евагрију, водио рачуна о свету тако што би слао светитеље и чудотворце попут Симеона Столпника Старијег. Природне непогоде и ратови Јустинијановог доба били су тиме доказ лошег исхода политике овог цара, али је појава чудотвораца у време владавине Тиберија II и Маврикија била показатељ Божије промисли.
Божија промисао била је за Евагрија главни покретач догађаја, али се као историчар бавио и питањима хронологије. Догађаје је обично датовао по антиохијској ери али и по годинама владавине источноримских царева. Међутим, хронологија ипак није била јача страна Евагријевог дела делимично пошто је следио Малалу и Еустатија. Епифанијски историчар је био непрецизан и по питању догађаја чији је био савременик, највероватније пошто је желео да представи догађаје у лако читљивом наративном низу.

### Значај и издања
Евагрије је био последњи у низу историчара цркве грчког језика и последњи настављач традиције коју је почетком 4. века установио Евсевије Цезарејски. Евагријев рад користио је његов рођак Јован из Епифаније, историчар Персијског рата (572-591), а преко њега и Маврикијев биограф Теофилакт Симоката. Евагријева Историја цркве је добила на важности у доба иконоборства у 8. веку и његов опис нерукотворене иконе Христа из Едесе био је предмет расправа на Седмом васељенском сабору у Никеји 787. године. У 9. веку цариградски патријарх Фотије је оставио белешку о томе колико цени Евагријев стил насупрот превише једноставном Сократу Схоластику. У каснијем периоду Евагрија су спомињали и Симеон Метафраст у 10. веку и Нићифор Калист око 1300. године.
Највероватније је да је Евагријева историја већ у 7. веку постала тешко доступна. Најранији сачувани рукопис је из 11. века до када је његова Историја цркве уврштена у исти кодекс са историјама Сократа и Созомена. Прво модерно издање Евагријеве историје појавило се у Паризу 1544. и било је приређено на основу скромног преписа из 16. века. Критичко издање текста, реконструисано на основу четири средњовековна преписа (11.-14. век) објавили су Лондону 1898. Бидез и Парментије. Од модерних језика, Евагријева историја цркве се може наћи у преводу на француски (1975) и енглески (2000) језик. 